# Susanne Lykke
Susanne Lykke Michelsen (født 23. april 1972) er en dansk forfatter, oprindeligt uddannet akupunktør. Hun er mest kendt for fantasyserien Havets Perle og sin alsidighed i at skrive bøger til både voksne og børn i mange forskellige genre. Hun har modtaget støtte til flere litteraturprojekter af både Egedal Kunstråd, Statens Kunstfond og Egedal Erhverv. Medarrangør af Egedal Bogfest og er en del af SKRIVEtanterne Podcast.

## Priser
Vinder af Marisa Søbys litteraturpris 2021 - En forfatter der har gjort en forskel.